# 锡罗斯专区
锡罗斯专区（希臘語：Περιφερειακή ενότητα Σύρου），是希腊南愛琴大區的一个专区。专区范围为锡罗斯岛、伊亞羅斯島及其他周边小岛，首府为埃尔穆波利。专区面积为107平方公里，2021年人口数量为21,124人。

## 行政
在2011年卡利克拉提斯改革方案中，希腊所有州份被取消。基克拉泽斯州分为包括锡罗斯专区在内的9个专区。锡罗斯专区只包括一个市镇（括号内为地图中的数字）：
- 锡罗斯-埃尔穆波利（1）